# Luis Kubo
Luis Kubo (* 4. August 2000) ist ein deutscher Volleyball- und Beachvolleyballspieler.

## Karriere Halle
Kubo spielte als Jugendlicher seit 2008 bei TuB Bocholt. Seit 2015 spielt er hier (unter anderem mit seinem älteren Bruder Jonas) in der 2. Bundesliga Nord. Seit 2022 ist er Mannschaftskapitän.

## Karriere Beach
In seiner Zeit als Jugendspieler wurde Kubo vielfach Westdeutscher Meister. Bei der U17-DM 2016 in Magdeburg und bei der U20-DM 2019 in Dresden wurde er mit seinem Partner Yannik Ahr jeweils Deutscher Meister.
Von 2019 bis 2023 startete Kubo mit Rudy Schneider und Lars Geukes vorwiegend auf westdeutschen Turnieren. Auf der German Beach Tour 2023 qualifizierte er sich zusammen mit Momme Lorenz für die Deutsche Meisterschaft in Timmendorfer Strand. Ab 2024 spielt Kubo mit Nico Wegner.